# Klin podatkowy

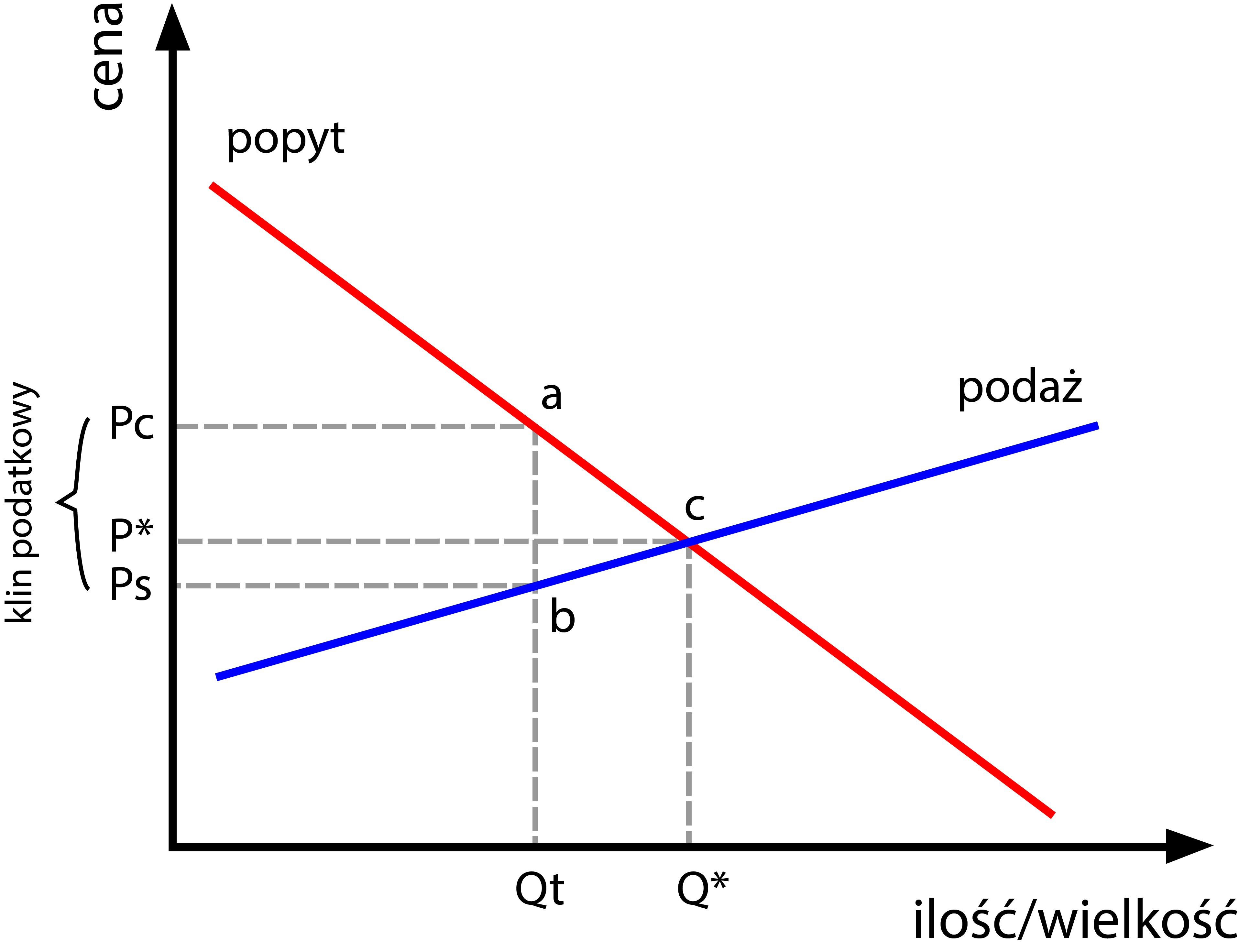
Klin podatkowy na rynku produktu lub czynnika wytwórczego:
Pc – cena dla kupującego
Ps – cena dla sprzedającego
P* – cena w punkcie równowagi ex ante
Qt – wielkość transakcji ex post
Q* – wielkość transakcji ex ante

Klin podatkowy – przesunięcie się krzywej popytu i podaży, wynikłe z wprowadzenia podatku na rynku produktu lub czynnika wytwórczego. Prowadzi do ustalenia się nowego punktu równowagi rynkowej, w którym ilość produktu lub czynnika jest mniejsza, a kupujący i sprzedający płacą różne ceny (ilustracja obok). 
Dla kupującego cena jest wyższa w porównaniu do sytuacji przed wprowadzeniem podatku, a dla sprzedającego – niższa. Różnicą między ceną sprzedaży i zakupu jest wysokość podatku. To zróżnicowanie cen określa się mianem klina podatkowego. Podział należności podatkowej między podatników zależy od elastyczności cenowej popytu i podaży. 

## Rynek pracy

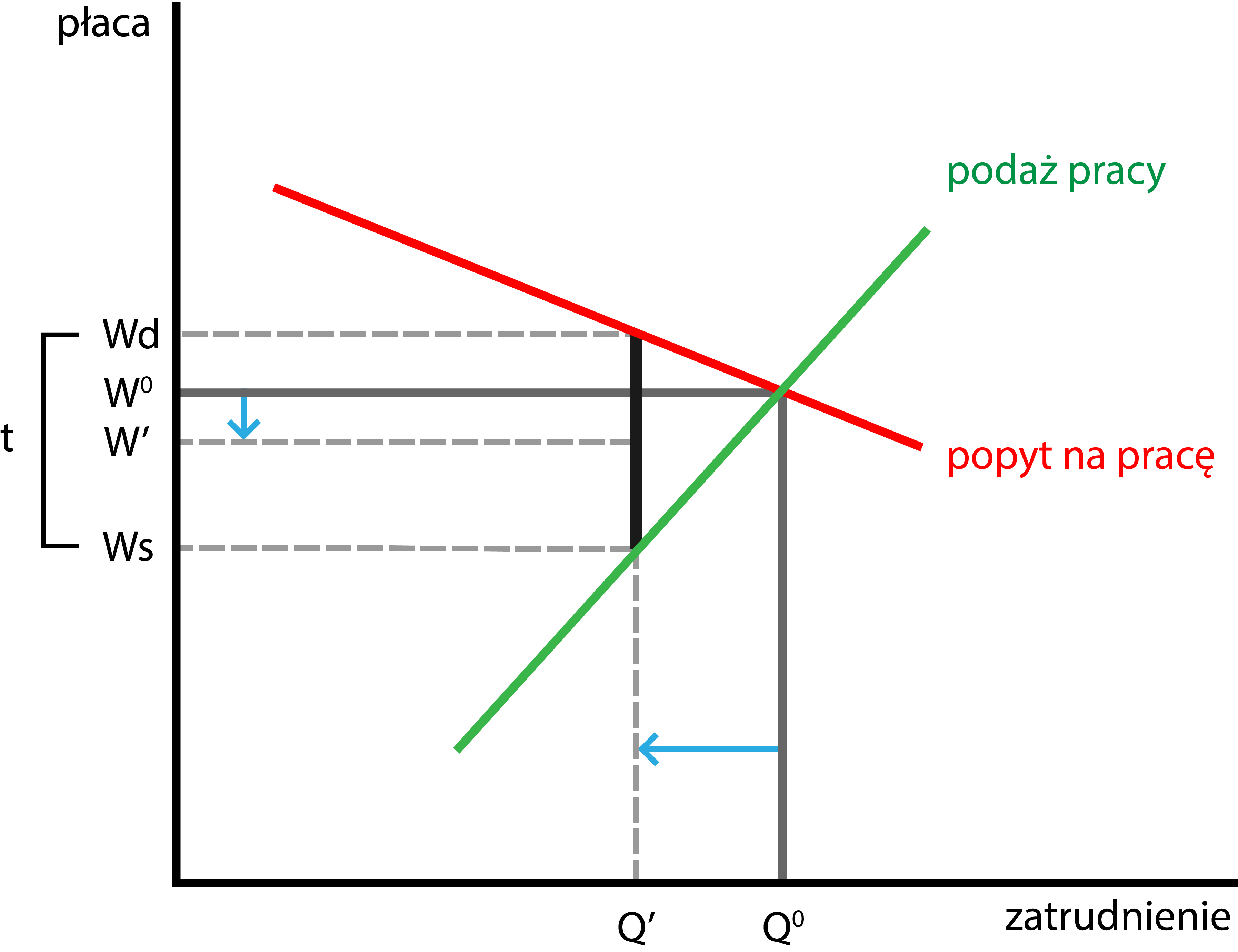
Klin podatkowy na rynku pracy
WD – płaca pracownika ex post
WS – koszt pracodawcy ex post
W^{0} – płaca równa kosztowi ex ante
W – płaca pracownika po negocjacjach
t – wysokość podatku stanowiąca klin podatkowy
Q^{0} – wielkość zatrudnienia ex ante
Q^{'} – wielkość zatrudnienia ex post

Klin podatkowy dla pracowników etatowych w Polsce (2014)

Szczególnego znaczenia nabiera klin podatkowy na rynku pracy w odniesieniu do wynagrodzeń pracowników i kosztów zatrudnienia dla przedsiębiorców. Rys. 2 pokazuje, że w równowadze przed wprowadzeniem podatku płaca wynosiła W0, a wielkość zatrudnienia równała się Q0. Wprowadzenie podatku w wysokości t wbija klin podatkowy między popytem na pracę i podażą pracy. Prowadzi to do obniżenia płacy dla pracownika i wzrostu kosztów pracy dla pracodawcy. Ponieważ elastyczność cenowa popytu na pracę jest trzykrotnie większa od elastyczności cenowej podaży pracy, to obniżenie płacy pracownika jest trzykrotnie większe od wzrostu kosztów pracodawcy. Osiągnięta ostateczna wysokość płacy, W', jest rezultatem negocjacji. 
Klin podatkowy jest różnicą między całkowitym kosztem zatrudnienia pracownika zatrudnionego na pełny etat, a wynagrodzeniem „na rękę”, jakie ten pracownik otrzymuje. Inaczej mówiąc, klin podatkowy jest sumą danin płaconych przez pracownika i pracodawcę z tytułu umowy o pracę. Wskaźnik ten pokazuje opodatkowanie pracy w Polsce.

## Przykład
Przykład: wynagrodzenie miesięczne brutto w wysokości 3746 zł osoby zatrudnionej na podstawie umowy o pracę.
Pracodawca:
- 3746 x 9,76%  = 365,61 zł –- składka emerytalna
- 3746 × 6,50%  = 243,49 zł –- składka rentowa
- 3746 × 1,93%  = 72,30 zł –- składka wypadkowa
- 3746 × 2,45%  = 91,78 zł –- składka na Fundusz Pracy
- 3746 × 0,10%  = 3,75 zł –- składka na Fundusz Gwarantowanych Świadczeń Pracowniczych
- 365,61 + 243,49 + 72,30 + 91,78 + 3,75  = 776,93 zł (suma składek)
- 3746 + 776,93  = 4522,93 zł  (całkowity koszt zatrudnienia pracownika)

Pracownik:
- 3746 × 9,76%  = 365,61 zł –- składka emerytalna
- 3746 × 1,50%  = 56,19 zł –- składka rentowa
- 3746 × 2,45%  = 91,78 zł –- składka chorobowa
- 365,61 + 56,19 + 91,78  = 513,58 zł –- suma składek ZUS
- 3746 − 513,58  = 3232,42 zł –- dochód
- 3232,42 × 9%  = 290,92 zł –- składka zdrowotna
- 111,25 zł –- koszty uzyskania przychodu dla pracownika zamieszkałego w miejscowości, gdzie znajduje się zakład pracy
- 3232,42 −111,25  = 3121 zł –- podstawa opodatkowania podatkiem PIT zaokrąglona do pełnych złotych
- 46,34 zł –- kwota zmniejszająca podatek (1/12 rocznej kwoty obniżającej podatek wynikającej z kwoty wolnej od podatku)
- 3121 × 18% − 46,34  = 515,44 zł –- zaliczka PIT wraz z ulgą zdrowotną
- 515,44 − 3232,42 × 7,75%  = 265 zł –- zaliczka PIT zaokrąglona do pełnych złotych
- 3232,42 − 290,92 − 265  = 2676,50 zł –- wynagrodzenie netto

Klin podatkowy:
- 4522,93 − 2676,50  = 1846,43 zł –- kwota klina podatkowego
- 1846,43/4522,93 × 100%  = 40,82% –- klin podatkowy

## Wysokość klina podatkowego w państwach OECD

Klin podatkowy w wybranych państwach w zależności od dochodu (2015)

Wysokość klina podatkowego zależy m.in. od wysokości wynagrodzenia i prawa do ulg (np. prorodzinnych). Poniższa tabela przedstawia wysokość klina podatkowego dla samotnego, bezdzietnego podatnika zarabiającego średnią pensję w danym kraju.
| Państwo           | podatek dochodowy | obowiązkowe ubezpieczenia | klin podatkowy |
| ----------------- | ----------------- | ------------------------- | -------------- |
| Belgia            | 22,00%            | 33,80%                    | 55,8%          |
| Niemcy            | 16,04%            | 33,28%                    | 49,3%          |
| Austria           | 12,57%            | 36,54%                    | 49,1%          |
| Węgry             | 12,45%            | 36,58%                    | 49,0%          |
| Francja           | 10,42%            | 38,50%                    | 48,9%          |
| Włochy            | 16,31%            | 31,47%                    | 47,8%          |
| Finlandia         | 18,35%            | 24,77%                    | 43,1%          |
| Szwecja           | 13,70%            | 29,23%                    | 42,9%          |
| Czechy            | 8,80%             | 33,58%                    | 42,4%          |
| Słowenia          | 9,44%             | 32,90%                    | 42,3%          |
| Grecja            | 7,07%             | 34,49%                    | 41,6%          |
| Portugalia        | 13,06%            | 28,08%                    | 41,1%          |
| Słowacja          | 7,14%             | 33,99%                    | 41,1%          |
| Hiszpania         | 12,75%            | 27,91%                    | 40,7%          |
| Estonia           | 13,04%            | 26,87%                    | 39,9%          |
| Turcja            | 11,60%            | 27,04%                    | 38,6%          |
| Dania             | 35,82%            | 2,74%                     | 38,2%          |
| Norwegia          | 18,93%            | 18,41%                    | 37,3%          |
| Luksemburg        | 15,09%            | 21,91%                    | 37,0%          |
| Holandia          | 14,34%            | 22,60%                    | 36,9%          |
| Polska            | 5,93%             | 29,63%                    | 35,6%          |
| Islandia          | 25,87%            | 7,58%                     | 33,4%          |
| Japonia           | 6,68%             | 24,97%                    | 31,6%          |
| Wielka Brytania   | 13,26%            | 18,22%                    | 31,5%          |
| Stany Zjednoczone | 15,42%            | 15,91%                    | 31,3%          |
| Kanada            | 13,68%            | 17,38%                    | 31,1%          |
| Australia         | 21,80%            | 5,61%                     | 27,4%          |
| Irlandia          | 13,28%            | 13,32%                    | 26,6%          |
| Szwajcaria        | 10,22%            | 11,76%                    | 22,0%          |
| Korea             | 4,61%             | 16,81%                    | 21,4%          |
| Izrael            | 8,38%             | 12,28%                    | 20,7%          |
| Meksyk            | 7,52%             | 11,70%                    | 19,2%          |
| Nowa Zelandia     | 16,89%            | 0,00%                     | 16,9%          |
| Chile             | 0,00%             | 7,00%                     | 7,0%           |